# Temporada 1981-82 de l'NBA
La temporada 1981-82 de l'NBA fou la 36a en la història de l'NBA. Los Angeles Lakers fou el campió després de guanyar a Philadelphia 76ers per 4-2.

## Classificacions

### Conferència Est
| Equip              | V  | D  | %V   | P  |
| ------------------ | -- | -- | ---- | -- |
| Boston Celtics     | 63 | 19 | ,768 | -  |
| Philadelphia 76ers | 58 | 24 | ,707 | 5  |
| New Jersey Nets    | 44 | 38 | ,537 | 19 |
| Washington Bullets | 43 | 39 | ,524 | 20 |
| New York Knicks    | 33 | 49 | ,402 | 30 |

| Equip               | V  | D  | %V   | P  |
| ------------------- | -- | -- | ---- | -- |
| Milwaukee Bucks     | 55 | 27 | ,671 | -  |
| Atlanta Hawks       | 42 | 40 | ,512 | 13 |
| Detroit Pistons     | 39 | 43 | ,476 | 16 |
| Indiana Pacers      | 35 | 47 | ,427 | 20 |
| Chicago Bulls       | 34 | 48 | ,415 | 21 |
| Cleveland Cavaliers | 15 | 67 | ,183 | 40 |

### Conferència Oest
| Equip             | V  | D  | %V   | P  |
| ----------------- | -- | -- | ---- | -- |
| San Antonio Spurs | 48 | 34 | ,585 | -  |
| Houston Rockets   | 46 | 36 | ,561 | 2  |
| Denver Nuggets    | 46 | 36 | ,561 | 2  |
| Kansas City Kings | 30 | 52 | ,366 | 18 |
| Dallas Mavericks  | 28 | 54 | ,341 | 20 |
| Utah Jazz         | 25 | 57 | ,305 | 23 |

| Equip                  | V  | D  | %V   | P  |
| ---------------------- | -- | -- | ---- | -- |
| Los Angeles Lakers C   | 57 | 25 | ,695 | -  |
| Seattle SuperSonics    | 52 | 30 | ,634 | 5  |
| Phoenix Suns           | 46 | 36 | ,561 | 11 |
| Golden State Warriors  | 45 | 37 | ,549 | 12 |
| Portland Trail Blazers | 42 | 40 | ,512 | 15 |
| San Diego Clippers     | 17 | 65 | ,207 | 40 |

* V: Victòries
* D: Derrotes
* %V: Percentatge de victòries
* P: Diferència de partits respecte al primer lloc
* C: Campió

## Estadístiques
| Categoria                   | Jugador        | Equip              | Mitjana/% |
| --------------------------- | -------------- | ------------------ | --------- |
| Punts per partit            | George Gervin  | San Antonio Spurs  | 32,3      |
| Rebots per partit           | Moses Malone   | Houston Rockets    | 14,7      |
| Assistències per partit     | Johnny Moore   | San Antonio Spurs  | 9,6       |
| Robatoris per partit        | Magic Johnson  | Los Angeles Lakers | 2,7       |
| Taps per partit             | George Johnson | San Antonio Spurs  | 3,1       |
| Percentatge de tirs de camp | Artis Gilmore  | Chicago Bulls      | 65,2      |
| Percentatge de tirs lliures | Kyle Macy      | Phoenix Suns       | 89,9      |
| Percentatge de triples      | Campy Russell  | New York Knicks    | 43,9      |

## Premis
- MVP de la temporada
  -  Moses Malone (Houston Rockets)

- Rookie de l'any
  -  Buck Williams (New Jersey Nets)

- Entrenador de l'any
  -  Gene Shue (Washington Bullets)

- Primer quintet de la temporada
  - Larry Bird, Boston Celtics
  - George Gervin, San Antonio Spurs
  - Julius Erving, Philadelphia 76ers
  - Moses Malone, Houston Rockets
  - Gus Williams, Seattle SuperSonics

- Segon quintet de la temporada
  - Alex English, Denver Nuggets
  - Magic Johnson, Los Angeles Lakers
  - Robert Parish, Boston Celtics
  - Bernard King, Golden State Warriors
  - Sidney Moncrief, Milwaukee Bucks

- Millor quintet de rookies
  - Buck Williams, New Jersey Nets
  - Jay Vincent, Dallas Mavericks
  - Kelly Tripucka, Detroit Pistons
  - Isiah Thomas, Detroit Pistons
  - Jeff Ruland, Washington Bullets

- Primer quintet defensiu
  - Bobby Jones, Philadelphia 76ers
  - Caldwell Jones, Philadelphia 76ers
  - Dan Roundfield, Atlanta Hawks
  - Dennis Johnson, Seattle SuperSonics
  - Michael Cooper, Los Angeles Lakers

- Segon quintet defensiu
  - Larry Bird, Boston Celtics
  - Lonnie Shelton, Seattle SuperSonics
  - Jack Sikma, Seattle SuperSonics
  - Quinn Buckner, Milwaukee Bucks
  - Sidney Moncrief, Milwaukee Bucks